# Encarsia citrina
Encarsia citrina é uma espécie de insetos himenópteros, mais especificamente de vespas parasíticas pertencente à família Aphelinidae.
A autoridade científica da espécie é Craw, tendo sido descrita no ano de 1891.
Trata-se de uma espécie presente no território português.